# Taeromys hamatus
Taeromys hamatus är en däggdjursart som först beskrevs av Miller och Hollister 1921.  Taeromys hamatus ingår i släktet Taeromys och familjen råttdjur. IUCN kategoriserar arten globalt som otillräckligt studerad. Inga underarter finns listade i Catalogue of Life.
Arten lever på centrala Sulawesi. Den vistas i bergstrakter mellan 1280 och 2290 meter över havet. Habitatet utgörs av tropiska städsegröna bergsskogar.